# 馬拉巴翠蛺蝶
原眉翠蛺蝶（学名：Euthalia malapana），又名原眉翠蛺蝶、馬拉巴綠一文字蝶、仁愛綠蛺蝶、眉原綠一字蝶、仁愛翠蛺蝶、馬拉巴綠蛺蝶，为蛺蝶科翠蛺蝶屬下的一个种。

## 描述
本種中大型蛺蝶雌雄外觀差異不大，雌蝶翅幅較寬、斑紋偏白，雄蝶則偏乳白。
體色與形態：
軀體背面橄欖綠褐色，腹面乳白或泛綠色。前翅長41-49 mm，呈直角三角形，翅端尖，外緣中央略凹；後翅圓扇形，外緣波狀。緣毛白或黑白相間，翅脈末端黑褐色。
翅背面特徵：
底色深綠或橄欖綠褐色，前翅中央有斜向白或乳黃色帶紋，後翅有一條白色彎曲帶紋。前翅翅頂附近有兩枚小白斑，CuA2室中央有兩白斑，內側還有兩枚鏤空斑點；後翅中室末端有鏤空短條。
翅腹面特徵：
底色淺黃綠或橄欖綠色，斑紋與背面相似但較淡。前翅外側有深色紋列，後翅有模糊暗線，中央白帶更明顯且連續，後翅基部具黑褐色鏤空紋及多枚鏤空斑。
足部與其他特徵：
雄蝶前足跗節癒合、刺狀、有毛；雌蝶分節、有爪、無毛。下唇鬚乳白色，末端與背面黑褐色。

### 鑑別
本種與甲仙翠蛺蝶雌蝶在棲地及斑紋上相似，但可透過以下特徵加以區分：
- 本種前翅背面 CuA2 室具兩枚白色小斑點，甲仙翠蛺蝶無此斑點。
- 本種後翅腹面中央帶紋為連續狀，甲仙翠蛺蝶則為數枚分離白斑。
- 本種前翅翅頂尖銳，甲仙翠蛺蝶則較圓鈍。

## 分佈
臺灣特有種，現知僅分布於中臺灣海拔約1000公尺的狹窄山區範圍。

## 棲地
棲息於常綠闊葉林，一年一代，成蝶主要活動於初夏至秋季，飛行快速，喜吸食腐果。幼蟲寄主植物尚不明瞭。